# Estola flavomarmorata
Estola flavomarmorata är en skalbaggsart som beskrevs av Stefan von Breuning 1942. Estola flavomarmorata ingår i släktet Estola och familjen långhorningar.
Artens utbredningsområde är Venezuela. Inga underarter finns listade i Catalogue of Life.